# Joseph H. Pilates
Joseph Hubertus „Joe“ Pilates (* 9. Dezember 1883 in Mönchengladbach; † 9. Oktober 1967 in New York) war ein deutscher Körpertrainer und Begründer der Pilates-Methode, meist nur Pilates genannt, eines systematischen Körpertrainings zur Kräftigung der Muskulatur.

## Leben
Pilates war der Sohn des Schlossergesellen und erfolgreichen Turners Heinrich Friedrich Pilates (* 1859) und seiner Frau (* 1860). Pilates’ preußische Eltern waren katholisch. Er war das zweitälteste von neun Kindern. Er litt als Kind unter Asthma, Rachitis und rheumatischem Fieber. Dennoch führte seine Freude an Bewegung schon früh zu einem besonderen Körperbewusstsein. Er begann in jungen Jahren seinen Körper zu kräftigen und beschäftigte sich mit Bewegungslehre. Neben Turnen, Gymnastik, Bodybuilding und Skifahren las er auch über Trainingsmethoden wie Yoga und Zen-Meditation.
Er ging 1912 nach England und verdiente sein Geld eigenen Angaben zufolge als professioneller Boxer, Zirkusartist sowie als Lehrer für Selbstverteidigung an Polizeischulen. Er trainierte dort die Beamten des Scotland Yard. Als Deutscher wurde er zu Beginn des Ersten Weltkrieges interniert. In dieser erzwungenen Ruhepause begann er intensiv, sein Konzept eines ganzheitlichen Körpertrainings zu entwickeln, das er selbst „Contrology“ nannte.
Er beschäftigte sich mit Yoga, studierte Tierbewegungen und unterrichtete seine Mitgefangenen in der von ihm entwickelten Methode. Er kehrte nach dem Krieg nach Deutschland zurück und arbeitete dort mit den wichtigsten Vertretern der Bewegungslehre zusammen. In Hamburg trainierte er unter anderem die dortige Polizei.
1926 wanderte er nach New York aus. Da das von ihm entwickelte Körpertraining in der Ballettszene Deutschlands bereits viel Anerkennung gefunden hatte, wollte er seine Methode an den amerikanischen Hochburgen des Tanzes einführen. Auf der Überfahrt lernte er seine spätere Frau Clara Zeuner, eine Krankenschwester, kennen. In New York übernahmen sie auf Anregung von Rudolf von Laban zusammen ein Box- und Trainingsstudio in 939 Eight Avenue, im selben Gebäude wie das New York City Ballet. In den USA wird häufig behauptet, dass er als Trainer von Max Schmeling einreiste, der auch bis Ende der 1920er Jahre in seinem Studio von ihm trainiert wurde.
Die Erfahrung Clara Pilates’ als Krankenschwester führte zu einer sanfteren und rehabilitativ ausgerichteten Weiterentwicklung seines Konzeptes. In der Folgezeit waren auch viele berühmte Tänzer und Choreographen unter ihren Klienten wie Martha Graham, George Balanchine, Hanya Holm und Rudolf von Laban. Aus dieser Anfangszeit und aus den gemeinsamen Inhalten, nämlich der Zentrierung und Stabilisierung des Körpers, erklärt sich die enge Verbindung zum Tanz. Auch Schauspielerinnen wie Katharine Hepburn und Lauren Bacall trainierten nach seiner Anleitung.
Pilates arbeitete individuell und kreativ. Für jeden einzelnen Klienten erstellte er ein eigenes Übungsprogramm und entwickelte sogar neue Übungen für die entsprechende Person. Er praktizierte bis ins hohe Alter hinein und verfasste Bücher über seine Technik. Er starb im Alter von 83 Jahren an einem Lungenemphysem in New York, ohne ein Testament zu hinterlassen oder die Nachfolge und Weiterführung seiner Arbeit zu regeln. Clara Pilates, die als die begnadetere Lehrerin galt, unterrichtete und führte das Studio weiter bis zu ihrem Tod zehn Jahre später. Für das Fortleben ihrer Ideen sorgten Schüler, die eigene Studios eröffneten und die Methode weiterentwickelten.

## Veröffentlichungen
- Your Health; a corrective system of exercises that revolutionizes the entire field of physical education. C. J. O’Brien, New York 1934 (48 S.).
  - Neuausgabe: Presentation Dynamics. Incline, NV 1998 (66 S.), ISBN 0-9614937-8-X.
- mit William J. Miller: Return to Life Through Contrology. J.J. Augustin, New York 1945 (87 S.).
  - Nachdruck: Christopher Publishing House, Boston 1960.
  - Neuausgabe: Pilates Method Alliance. Miami, FL 2003 (105 S.), ISBN 0-9745356-0-5.